# Trembita

Ein Huzule spielt trembita. Holzschnitt von Zygmunt Ajdukiewicz, 1899

Trembita, seltener trembyta (Plural trembity), ukrainisch трембіта, ist eine mit dem Schweizer Alphorn verwandte, lange endgeblasene Naturtrompete aus Holz in den Karpaten, die in der Ukraine besonders von den Huzulen gespielt wird.

## Verbreitung
Holztrompeten unterschiedlicher Form und Länge sind oder waren in Europa von den Pyrenäen bis nach Skandinavien und von Irland bis ins Baltikum verbreitet. Sie gehören stets zur Tradition der Hirten, deren Herden durch ihre Klänge zusammengetrieben und Raubtiere ferngehalten werden sollen, mit ihnen werden über mehrere Kilometer Entfernung Signale übermittelt, darüber hinaus haben sie für die Dorfbewohner eine magische Bedeutung bei jahreszeitlichen Festen. In der Region Polesien im Norden der Ukraine verwendeten Schäfer ein Meter lange Holztrompeten bis Anfang des 20. Jahrhunderts als Signalinstrumente.
Zur möglichen Herkunft und Verbreitung der Holztrompeten in Nord- und Osteuropa siehe den Artikel Bazuna über die im Norden Polens gespielte Holztrompete.
Namensverwandt mit der trembita sind die von den Goralen im polnisch-slowakischen Grenzgebiet gespielte trombita und die trâmbiță (ansonsten bucium oder tulnic) in Rumänien. In Zentralpolen kommt als dritte polnische Holztrompete noch eine ligawka vor. In Skandinavien sind die Holztrompete lur und die Birkenrindentrompete neverlur bekannt, die ungarische fakürt ist heute museal.

## Bauform
Die trembita, auch „karpatische Trompete“ besteht aus einer bis zu drei Meter, nach anderen Angaben zwei bis fünf Meter langen, zylindrischen Holzröhre mit einem Durchmesser von etwa fünf Zentimetern. Das untere Ende erweitert sich zu einem schlanken, geraden Trichter, der im Unterschied zum Alphorn kleiner und nicht gekrümmt ist. Die trembita setzt sich wie das Alphorn aus zwei Holzteilen zusammen. Ein geeignetes Rundholz wird der Länge nach in der Mitte aufgesägt, innen mit einem nach dem Prinzip eines Bügelschabers auf Zug arbeitenden, U-förmig gebogenen Messers ausgeschält und anschließend wieder zusammengeleimt. Zum Schutz wird das Rohr mit dünnen Streifen von Birkenrinde umwickelt.
Nach alter Tradition soll die trembita nur aus dem Stamm einer in den Karpaten weitverbreiteten, unter dem Namen smereka bekannten Fichtenart hergestellt werden, wenn der Baum durch Blitzeinschlag umgestürzt ist. Dem Donnerschlag wird eine magische Wirkung auf den weitreichenden Ton des späteren Instruments zugeschrieben.
Unabhängig vom Material gehört die trembita zu den Blechblasinstrumenten, da die Töne ausschließlich durch Anspannung der Lippen erzeugt werden. Der Spieler bläst in ein abnehmbares Mundstück aus Metall oder auch Holz. Es gibt keine Fingerlöcher, folglich lassen sich nur die Töne der Naturtonreihe erzeugen. Der Tonumfang beträgt 2,5 Oktaven.

## Spielweise

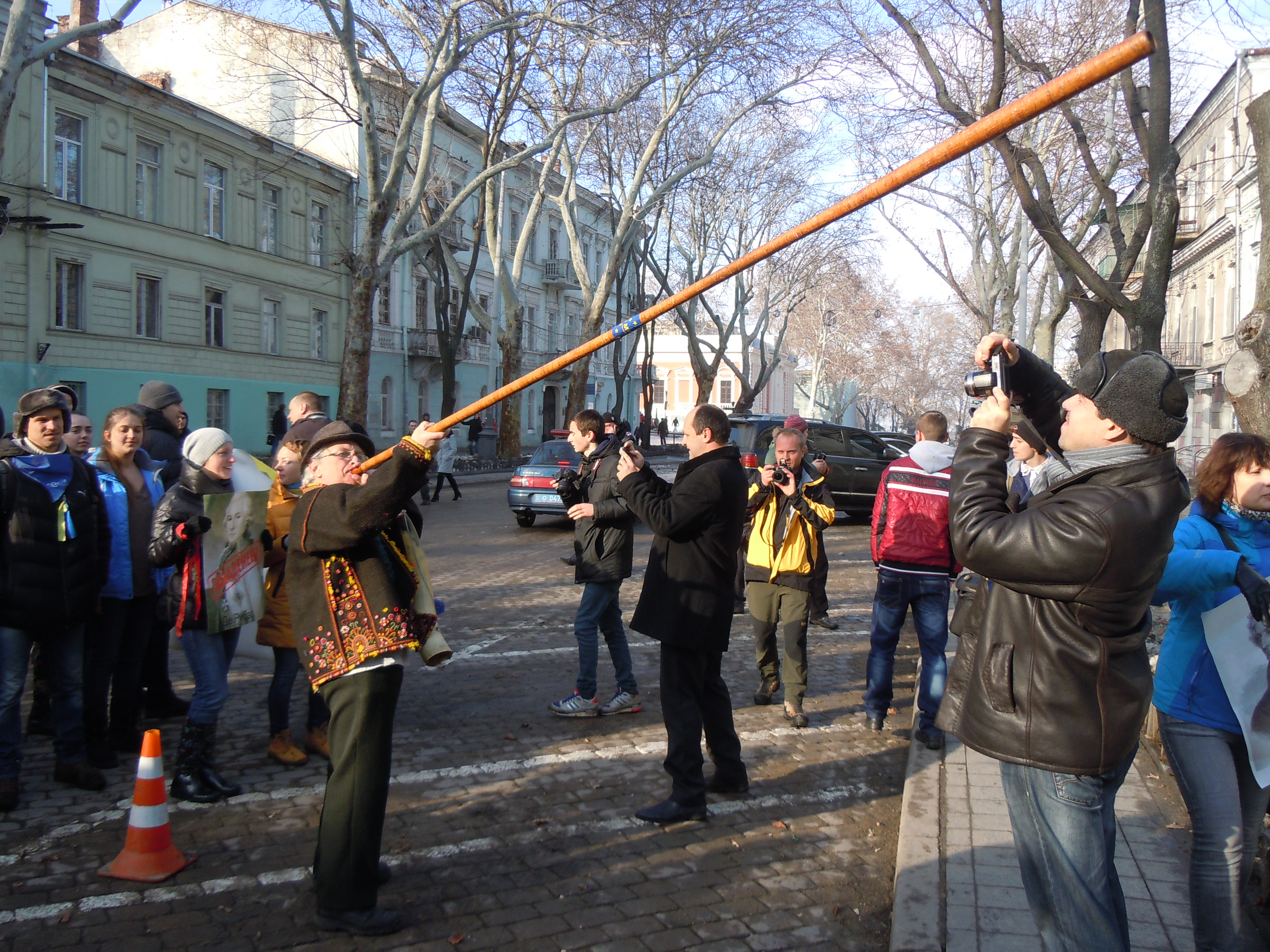
Trembita-Spieler bei den Euromaidan-Protesten im Februar 2014 in Odessa

Im 19. und bis Anfang des 20. Jahrhunderts diente die trembita als Signalinstrument, um vor einem Bären oder dem Ausbruch von Feuer zu warnen; ebenso zur Nachrichtenübermittlung, um etwa den Tod eines Dorfbewohners zu melden oder eine Hochzeit anzukündigen. Dieser Dienst war eine unbezahlte gesellschaftliche Verpflichtung, die trembita-Spieler wurden nur für ihre musikalischen Auftritte entlohnt. Schäfer und Rinderhirten der Huzulen sandten früher mit einer trembita auf den Hochweiden (Polonina) Signale an ihre Herdentiere. Um sich musikalisch zu unterhalten und zum Tanz auf den Marktplätzen der Dörfer spielten die Schäfer dagegen den Dudelsack duda (bei den Huzulen dudka, wie auch die huzulische Flöte dentsivka genannt wird).
Daneben wurde und wird bis heute in einigen ländlichen Bergregionen die trembita für die zeremonielle Musik bei Begräbnissen eingesetzt. Nach der Tradition wird der im Haus Verstorbene in ein Tuch gehüllt, auf eine Bahre ans Fenster gelegt und am dritten Tag beigesetzt. Die Verwandten hängen ein weißes Tuch an ein Fenster der Eingangsfassade und blasen die trembita, um den Todesfall im Dorf bekannt zu machen. Im Haus müssen einige Reinheitsgebote beachtet werden, Nachbarn werden beauftragt, um einen Sarg aus Brettern zusammen zu nageln, die eigens für diesen Zweck bereits vor längerer Zeit angefertigt worden waren. Am Tag der Beisetzung versammeln sich die Trauernden mit Wachskerzen und aus der Kirche mitgebrachten Kreuzen vor dem Haus, bis der Priester kommt und Gebete und Rituale vor dem Toten (pochoron) verrichtet.
Stets drei Spieler begleiten den Trauerzug. Sie halten sich in einiger Entfernung von der Trauergemeinde auf und treten mehrfach dann in Aktion, wenn sich nach einer Unterbrechung der Zug wieder in Bewegung setzt und nachdem der Priester seine Andacht beendet hat. Die Musiker blasen mit zeitlich versetztem Beginn mehrstimmige Tonfolgen und finden gelegentlich zu einem Unisono-Abschluss zusammen. Mehrfach, in manchen Gegenden bis zu zwölf Mal muss die Prozession an Orten angehalten werden, die nach dem Volksglauben eine magische Kraft übertragen. Diese besonderen Orte können eine Straßenkreuzung, eine Kurve, Brücke oder ein Kreuz (fihura) am Straßenrand sein. Jedes Mal bekreuzigen sich die Teilnehmer und einer von ihnen spricht ein kurzes Gebet, bevor die trembita-Spieler wieder aktiv werden. Zur Zeremonie gehört, dass die professionellen Musiker neben ihrer Entlohnung ein Brot erhalten, das sie während des Spiels (in einer Plastiktüte) an ihrem Instrument festbinden.
Trembity kommen bei den drei, nach dem Anlass unterschiedenen huzulischen Volksmusikgattungen vor: Musik auf der Weide (Polonina), Weihnachtsliedern (Koliadky) und Begräbnismusik. Früher spielten ausschließlich Männer trembita. Ab den 1970er Jahren begannen einige ältere Spieler, ihre Enkelinnen zu unterrichten. Bei Begräbnissen treten nach wie vor keine Frauen auf. Heute wird die trembita gelegentlich in der Volksmusik und im Ethno-Jazz von Komponisten eingesetzt, die den dunklen, schwermütigen Klang der Naturtöne schätzen.
Überregional bekannt geworden ist die trembita als folkloristische Ergänzung in der Popmusik. Die ukrainische Sängerin Ruslana Lyschytschko baute eine trembita effektvoll in ihrem Song Wild Dances ein, mit dem sie den Eurovision Song Contest 2004 gewann. In Wild Dances kommen choreografierte Bewegungen vor, die von Huzulen-Tänzen abgeleitet sind, wobei in Ruslanas Aufführungen die trembita oder die ukrainische Längsflöte floyara als partikulare Traditionsübernahmen eingesetzt werden, um einen als multikulturell rezipierten Popmusikstil in einer nationalen ukrainischen Identität zu verorten. Der Einsatz der Huzulen-Instrumente soll nach David-Emil Wickström die Spielweise von Ruslanas Band in den Kontext einer nationalen ukrainischen Kultur stellen, die sich von derjenigen Russlands abgrenzt.
Ein weiteres Blasinstrument der Huzulen ist das rischok (rih) ein gekrümmtes konisches (Rinder-)Horn, das für ein instrumentales Zwischenspiel und als Gesangsbegleitung diente. Drei oder vier gleichzeitig blasende Rischok-Spieler und ein Sänger produzierten ein kakophones Klangresultat. Im Nordwesten der Ukraine ersetzt das ein bis zwei Meter lange konische Holzhorn truba die trembita. Die truba wird in derselben Weise bei Begräbnissen gespielt.